# 拉加佐伊山
46°31′47″N 12°0′11″E / 46.52972°N 12.00306°E

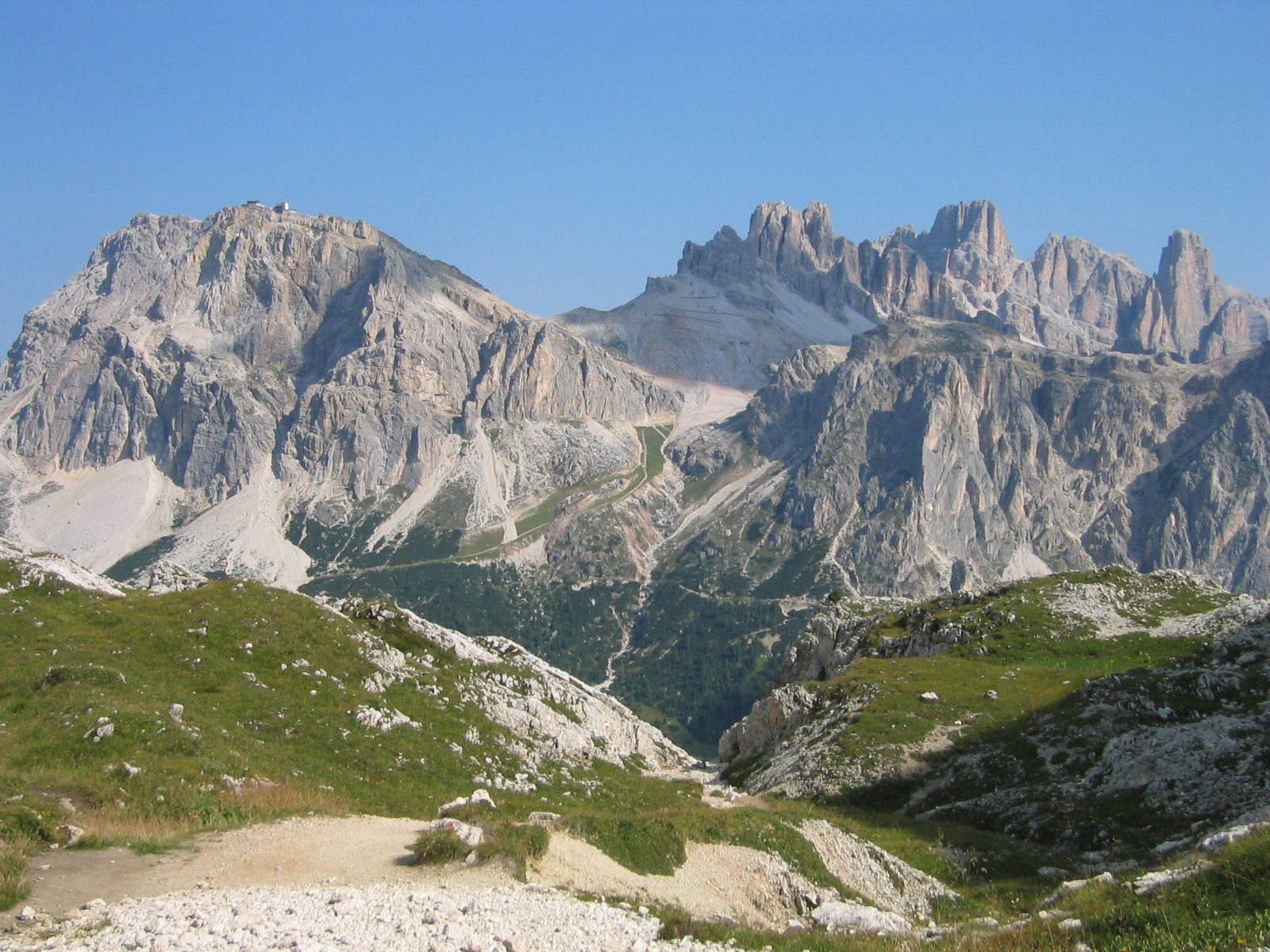

拉加佐伊山（義大利語：Lagazuoi），是意大利的山峰，位於該國東北部威尼托大區，由貝盧諾省負責管轄，屬於多洛米蒂山的一部分，該山峰海拔高度2,835米。